# Stacey Kent

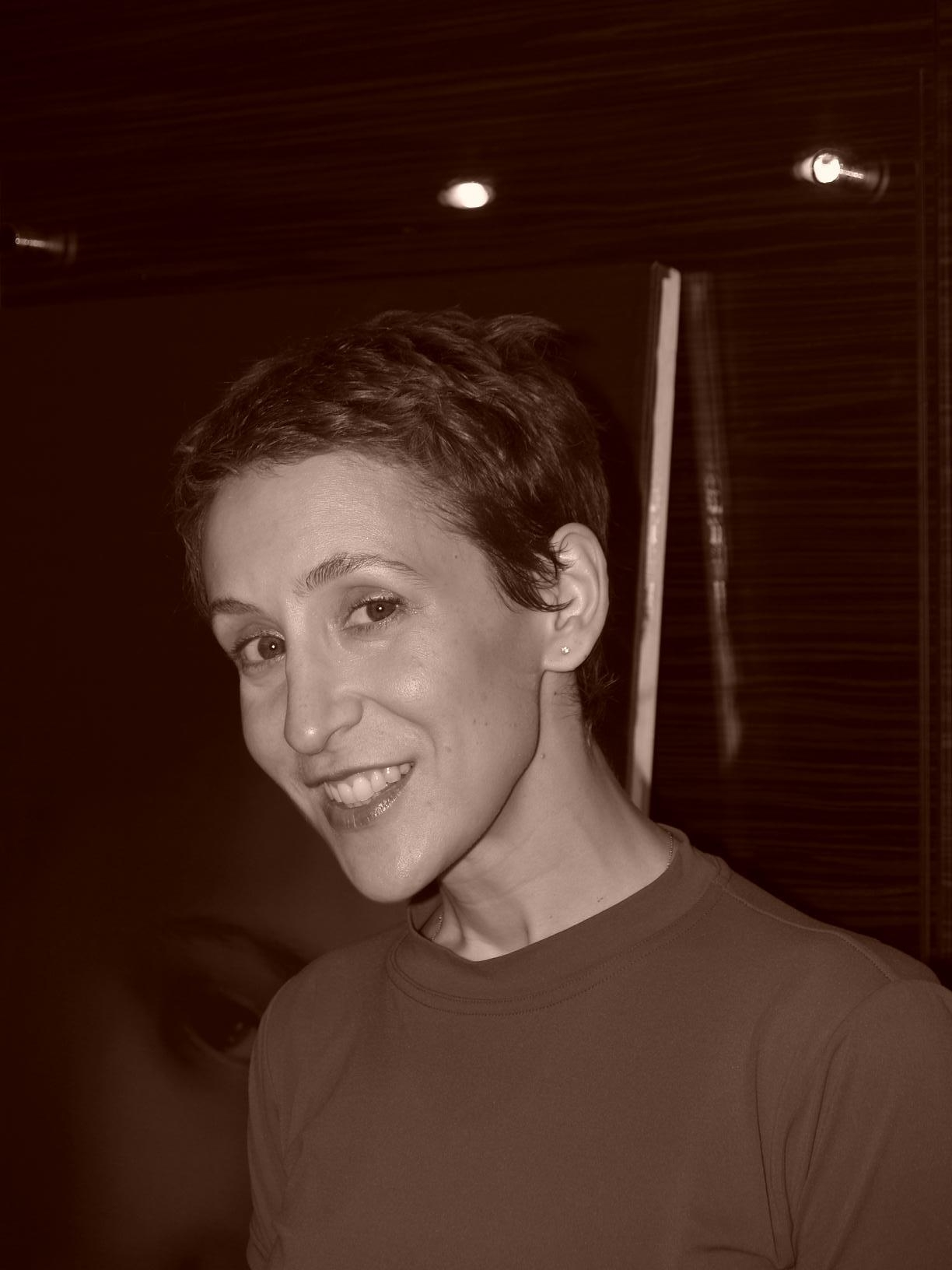
Stacey Kent (2005)

Stacey Kent (* 27. März 1968 in South Orange, New Jersey) ist eine US-amerikanische, in Großbritannien lebende Jazz-Sängerin.

## Leben und Wirken
Kent zog nach einem Sprach- und Literaturstudium nach London, um an der Guildhall School of Music and Drama weiterzustudieren.
Ihre erste CD Close Your Eyes wurde im Jahr 1997 veröffentlicht. Seitdem veröffentlichte sie nahezu jährlich weitere Alben. 2001 wurde sie mit dem British Jazz Award und 2002 mit dem BBC Jazz Award in der Rubrik Bester Sänger ausgezeichnet. Lyric wurde 2006 das „Album des Jahres“ der BBC Jazz Awards. Das Album Breakfast on the Morning Tram (2007) erreichte Platinstatus in Frankreich und Goldstatus in Deutschland (in der Kategorie German Jazz Award). Auch Raconte-Moi von 2010 ist laut „Top 30 JazzAlben“ der deutschen Musikcharts in Deutschland ein Bestseller-Album.
Kents Album Breakfast on the Morning Tram wurde 2009 für den Grammy Award for Best Jazz Vocal Album nominiert. Sie wurde 2023 mit dem Ella-Fitzgerald-Award des Montreux Jazz Festival ausgezeichnet: „. Mit ihrer warmen und lyrischen Stimme und der poetischen Sensibilität, die sie in die Standards einbringt, ist Stacey Kent der Inbegriff von Jazz-Kultiviertheit.“
Kent ist mit dem britischen Jazzmusiker Jim Tomlinson verheiratet, mit dem sie auch verschiedentlich zusammenarbeitet, z. B. als Arrangeur ihrer Musik.

## Diskografie

### Studioalben

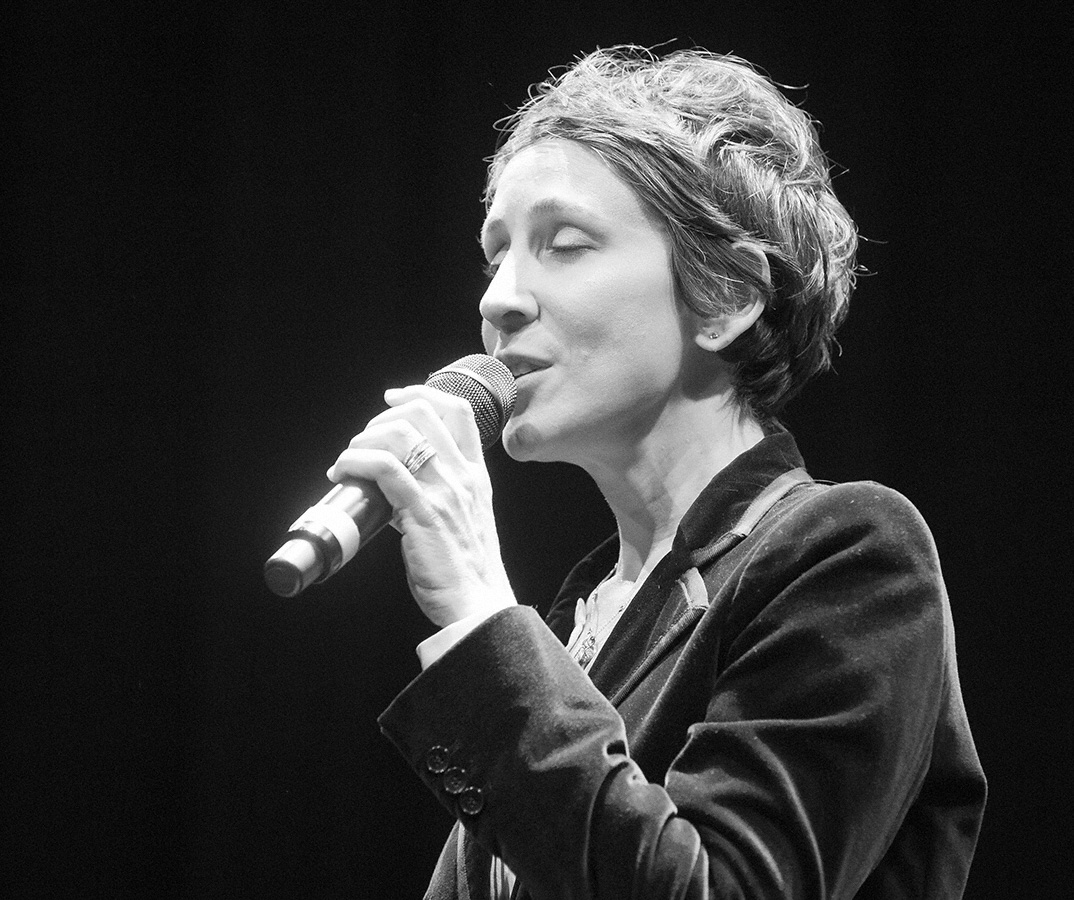
Stacey Kent, 2016

| Jahr | Titel                                       | Höchstplatzierung, Gesamtwochen, AuszeichnungChartplatzierungen (Jahr, Titel, Platzierungen, Wochen, Auszeichnungen, Anmerkungen) | Höchstplatzierung, Gesamtwochen, AuszeichnungChartplatzierungen (Jahr, Titel, Platzierungen, Wochen, Auszeichnungen, Anmerkungen) | Höchstplatzierung, Gesamtwochen, AuszeichnungChartplatzierungen (Jahr, Titel, Platzierungen, Wochen, Auszeichnungen, Anmerkungen) | Anmerkungen                                                                                  |
| Jahr | Titel                                       | DE | CH | FR | Anmerkungen                                                                                  |
| ---- | ------------------------------------------- | --- | --- | --- | -------------------------------------------------------------------------------------------- |
| 1998 | The Tender Trap                             | — | — | — |                                                                                              |
| 1999 | Let Yourself Go: Celebrating Fred Astaire   | — | — | — |                                                                                              |
| 2000 | Dreamsville                                 | — | — | — |                                                                                              |
| 2002 | In Love Again: The Music of Richard Rodgers | — | — | — |                                                                                              |
| 2002 | Shall We Dance?                             | — | — | — |                                                                                              |
| 2003 | The Boy Next Door                           | — | — | FR47 (44 Wo.)FR |                                                                                              |
| 2005 | The Lyric                                   | — | — | FR156 (3 Wo.)FR |                                                                                              |
| 2007 | Breakfast on the Morning Tram               | DE— ×3DreifachgoldDE | — | FR11 Platin · (85 Wo.)FR | Erstveröffentlichung: 7. September 2007                                                      |
| 2010 | Raconte-moi                                 | DE95 (2 Wo.)DE | CH65 (1 Wo.)CH | FR10 Gold · (32 Wo.)FR | Erstveröffentlichung: 19. März 2010                                                          |
| 2011 | Dreamer in Concert                          | — | — | FR100 (3 Wo.)FR | Erstveröffentlichung: 21. Oktober 2011                                                       |
| 2013 | The Changing Lights                         | — | CH98 (1 Wo.)CH | FR16 (8 Wo.)FR | Erstveröffentlichung: 27. September 2013                                                     |
| 2015 | Tenderly                                    | — | — | — | Erstveröffentlichung: 13. November 2015                                                      |
| 2017 | I Know I Dream: The Orchestral Sessions     | — | — | — | Erstveröffentlichung: 20. Oktober 2017                                                       |
| 2021 | Songs from Other Places                     | — | — | — | Art Hirahara (p)                                                                             |
| 2023 | Summer Me, Winter Me                        | — | — | — | Erstveröffentlichung: 10. November 2023 Vierteljahrespreis der deutschen Schallplattenkritik |

### Kompilationen
- 2001: Collection I (Premium Records)
- 2003: Collection II (Premium Records)

### Singles und EPs
- 2010: Les Eaux de Mars (EMI Music Ireland)
- 2011: Hushabye Mountain (Candid Records)